# Batman: The Killing Joke
Batman: The Killing Joke (Batman: A Piada Mortal, no Brasil) é um romance gráfico de one-shot escrito pelo autor Alan Moore e desenhado por Brian Bolland. Foi publicado pela primeira vez nos Estados Unidos pela DC Comics em 1988, e desde então tem sido sempre reeditado. A acção de Batman: The Killing Joke decorre na cidade fictícia de Gotham, e dá uma história de origem para o Coringa, um super-vilão já estabelecido na banda desenhada. Descreve-o como um comediante falhado que concorda em ajudar um grupo de criminosos e é impedido pelo super-herói Batman antes de ficar desfigurado; como resultado fica louco e abraça a sua persona de super-vilão.
Criada como a versão de Moore sobre a psicologia e a fonte do Coringa, história tornou-se famosa pela origem do Coringa como um personagem trágico; um homem de família que falhou como comediante e que "um mau dia" o levou à loucura. Os efeitos da história na continuidade do Batman inclui ainda o tiroteio e paralisia de Barbara Gordon (também conhecida como Batgirl), um evento que criou as fundações para o desenvolvimento da identidade da Oráculo.
Muitos críticos consideram Batman: The Killing Joke a história definitiva do Coringa e uma das melhores de sempre do Batman. Ganhou o Prémio Eisner para 'Melhor Álbum Gráfico' em 1989 e apareceu na lista dos mais vendidos do The New York Times em Maio de 2009. O IGN colocou-o em #3 na sua lista dos "25 Melhores Romances Gráficos de Batman", atrás de The Dark Knight Returns e Year One. Em 2006, The Killing Joke foi re-imprimido como parte de DC Universe: The Stories of Alan Moore e em 2008, a DC Comics voltou a fazê-lo numa edição de luxo, com um novo colorido de Bolland, com uma paleta de cores mais sombria, realista e moderada do que a original.
Vários elementos de The Killing Joke inspiraram e foram incorporados noutros media relacionados com Batman, como filmes e videojogos.

## Sinopse
Uma história impactante e definitiva do surgimento do maior vilão do Cavaleiro das Trevas, o Palhaço Príncipe do Crime, popularmente conhecido como Coringa, marcada pela violência e temas pesados.
Tudo começa  quando o Batman, analisando a espiral de violência que permeava o contato de ambos, ao longo dos anos, e prevendo que isso poderia levar um ou ambos á morte, vai ao Asilo Arkham tentar dialogar com seu inimigo. Ao interrogá-lo, descobre que na verdade, o Coringa fugiu mais uma vez do sanatório. Fora da prisão, o coringa arquiteta um plano para mostrar a todos o que a loucura, por mais simples que seja, pode fazer com um homem. Primeiro ele atira na filha do Comissário Gordon, Bárbara Gordon, também conhecida como Batgirl e posteriormente como Oráculo, deixando-a paralítica. Coringa a deixa completamente nua e fotografa Bárbara diversas vezes, a cena não é muito clara e deixa a interpretação do leitor decidir se a filha do Comissário foi ou não molestada pelo Coringa e posteriormente mostra as fotos tiradas no fatídico ao Jim Gordon, tentando enlouquecê-lo. Em meio a tudo isso, é contada por meio de flashbacks, a história do Coringa: um comediante mal sucedido na beira do abismo da loucura. Esse é o tema da história: Coringa queria provar que o homem mais são podia se tornar o mais louco, queria mostrar que bastava um pequeno incidente que qualquer um podia se tornar um maluco. Com tudo isso, o Coringa tenta enlouquecer Gordon, mas Batman entra em ação.

## Filme animado
No dia 11 de julho de 2015 no evento anual da Comic-Con, foi anunciado que uma adaptação de A Piada Mortal seria produzida e que teria base de estreia em 2016. Em março de 2016, Kevin Conroy e Mark Hamill foram confirmados como Batman e Coringa, papéis que representaram na série animada Batman: The Animated Series nos anos 90.